# Tour of Antalya 2019
Il Tour of Antalya 2019, seconda edizione della corsa, valido come prova dell'UCI Europe Tour 2019 categoria 2.2, si è svolto in quattro tappe dal 21 al 24 febbraio 2019 su un percorso di complessivi 510,6 km, con partenza da Beskonak ed arrivo ad Adalia, in Turchia. La vittoria è stata appannaggio del polacco Szymon Rekita, che ha completato il percorso in 11h34'09" precedendo l'italiano Giovanni Lonardi e l'ungherese Attila Valter, piazzatosi terzo.
I corridori che hanno preso il via da Beskonak sono stati 165, mentre coloro che hanno completato la gara sono stati 119.

## Tappe
| Tappa  | Data        | Percorso          | km    | Vincitore di tappa   | Leader cl. generale  |
| ------ | ----------- | ----------------- | ----- | -------------------- | -------------------- |
| 1ª     | 21 febbraio | Beskonak > Adalia | 140,9 | Mathieu van der Poel | Mathieu van der Poel |
| 2ª     | 22 febbraio | Adalia > Adalia   | 111   | Bas van der Kooij    | Bas van der Kooij    |
| 3ª     | 23 febbraio | Perge > Termessos | 91,8  | Szymon Rekita        | Szymon Rekita        |
| 4ª     | 24 febbraio | Side > Adalia     | 158   | Roy Jans             | Szymon Rekita        |
| Totale | Totale      | Totale            | 501,7 |                      |                      |

## Squadre partecipanti
| N.      | Cod. | Squadra                    |
| ------- | ---- | -------------------------- |
| 1-6     | COC  | Corendon-Circus            |
| 11-16   | ICA  | Israel Cycling Academy     |
| 21-26   | NIP  | Nippo-Vini Fantini-Faizanè |
| 31-36   | ADR  | Adria Mobil                |
| 41-46   | AKT  | Akros-Thömus               |
| 51-56   | TSE  | Astana City                |
| 61-66   | BAI  | Bike Aid                   |
| 71-76   | CDT  | CCC Development Team       |
| 81-86   | KMT  | Kometa Cycling Team        |
| 91-96   | LPC  | Leopard Pro Cycling        |
| 101-106 | LCT  | Lviv Cycling Team          |
| 111-116 | MCC  | Minsk Cycling Club         |
| 121-126 | MTA  | Monkey Town-à Bloc         |
| 131-136 | SBB  | Salcano Sakarya BB Team    |

| N.      | Cod. | Squadra                      |
| ------- | ---- | ---------------------------- |
| 141-146 | TIS  | Tarteletto-Isorex            |
| 151-156 | RSW  | Team Felbermayr-Simplon Wels |
| 161-166 | WGN  | Team Wiggins-Le Col          |
| 171-176 | TIR  | Tirol KTM Cycling Team       |
| 181-186 | VAM  | Vino-Astana Motors           |
| 191-196 | DNK  | Danimarca                    |
| 201-206 | EST  | Estonia                      |
| 211-216 | LAT  | Lettonia                     |
| 221-226 | RUS  | Russia                       |
| 231-236 | ---  | Brisa Spor Kulübü Derneği    |
| 241-246 | ---  | Club De La Defense           |
| 251-256 | ---  | Fiberli Antalyaspor          |
| 261-266 | ---  | Namedsport-Rocket            |
| 271-276 | TRK  | Torku Şeker Gençlik          |

## Dettagli delle tappe

### 1ª tappa
- 21 febbraio: Beskonak > Adalia - 140,9 km

Risultati
| Pos. | Corridore            | Squadra     | Tempo    |
| ---- | -------------------- | ----------- | -------- |
| 1    | Mathieu van der Poel | Corendon    | 3h26'45" |
| 2    | Dušan Rajović        | Adria Mobil | s.t.     |
| 3    | Bas van der Kooij    | Monkey T.   | s.t.     |

| Pos. | Corridore            | Squadra     | Tempo    |
| ---- | -------------------- | ----------- | -------- |
| 1    | Mathieu van der Poel | Corendon    | 3h26'35" |
| 2    | Dušan Rajović        | Adria Mobil | a 4"     |
| 3    | Bas van der Kooij    | Monkey T.   | a 6"     |

### 2ª tappa
- 22 febbraio: Adalia > Adalia - 111 km

Risultati
| Pos. | Corridore         | Squadra   | Tempo    |
| ---- | ----------------- | --------- | -------- |
| 1    | Bas van der Kooij | Monkey T. | 2h30'15" |
| 2    | Roy Jans          | Corendon  | s.t.     |
| 3    | Giovanni Lonardi  | Nippo     | s.t.     |

| Pos. | Corridore            | Squadra     | Tempo    |
| ---- | -------------------- | ----------- | -------- |
| 1    | Bas van der Kooij    | Monkey T.   | 5h56'46" |
| 2    | Mathieu van der Poel | Corendon    | a 4"     |
| 3    | Dušan Rajović        | Adria Mobil | a 8"     |

### 3ª tappa
- 23 febbraio: Perge > Termessos - 91,8 km

Risultati
| Pos. | Corridore        | Squadra | Tempo    |
| ---- | ---------------- | ------- | -------- |
| 1    | Szymon Rekita    | Leopard | 2h10'40" |
| 2    | Juan Pedro López | Kometa  | a 8"     |
| 3    | Rubén Plaza      | Israel  | s.t.     |

| Pos. | Corridore        | Squadra  | Tempo    |
| ---- | ---------------- | -------- | -------- |
| 1    | Szymon Rekita    | Leopard  | 8h07'48" |
| 2    | Giovanni Lonardi | Nippo    | a 9"     |
| 3    | Attila Valter    | CCC Dev. | a 11"    |

### 4ª tappa
- 24 febbraio: Side > Adalia - 158 km

Risultati
| Pos. | Corridore         | Squadra   | Tempo    |
| ---- | ----------------- | --------- | -------- |
| 1    | Roy Jans          | Corendon  | 3h26'21" |
| 2    | Giovanni Lonardi  | Nippo     | s.t.     |
| 3    | Bas van der Kooij | Monkey T. | s.t.     |

| Pos. | Corridore        | Squadra  | Tempo     |
| ---- | ---------------- | -------- | --------- |
| 1    | Szymon Rekita    | Leopard  | 11h34'09" |
| 2    | Giovanni Lonardi | Nippo    | a 3"      |
| 3    | Attila Valter    | CCC Dev. | a 11"     |

## Classifiche finali

### Classifica generale - Maglia magenta
| Pos. | Corridore        | Squadra     | Tempo     |
| ---- | ---------------- | ----------- | --------- |
| 1    | Szymon Rekita    | Leopard     | 11h34'09" |
| 2    | Giovanni Lonardi | Nippo       | a 3"      |
| 3    | Attila Valter    | CCC Dev.    | a 11"     |
| 4    | Juan Pedro López | Kometa      | a 12"     |
| 5    | Conor Dunne      | Israel      | a 13"     |
| 6    | Rubén Plaza      | Israel      | a 14"     |
| 7    | Radoslav Rogina  | Adria Mobil | a 15"     |
| 8    | Georg Zimmermann | Tirol KTM   | a 18"     |
| 9    | Stephan Rabitsch | Felbermayr  | a 21"     |
| 10   | Otto Vergaerde   | Corendon    | a 30"     |

### Classifica a punti - Maglia gialla
| Pos. | Corridore         | Squadra    | Punti |
| ---- | ----------------- | ---------- | ----- |
| 1    | Bas van der Kooij | Monkey     | 14    |
| 2    | Roy Jans          | Corendon   | 9     |
| 3    | Giovanni Lonardi  | Nippo      | 9     |
| 4    | James Fouché      | T. Wiggins | 7     |
| 5    | Szymon Rekita     | Leopard    | 5     |

### Classifica GPM - Maglia arancione
| Pos. | Corridore          | Squadra    | Punti |
| ---- | ------------------ | ---------- | ----- |
| 1    | James Fouché       | T. Wiggins | 6     |
| 2    | Szymon Rekita      | Leopard    | 5     |
| 3    | Juan Pedro López   | Kometa     | 4     |
| 4    | Rubén Plaza        | Israel     | 3     |
| 5    | Branislaŭ Samojlaŭ | Minsk Cyc. | 2     |

### Classifica a squadre
| Pos. | Squadra                    | Tempo      |
| ---- | -------------------------- | ---------- |
| 1    | Leopard Pro Cycling        | 342h43'30" |
| 2    | Kometa Cycling Team        | a 11"      |
| 3    | Nippo-Vini Fantini-Faizanè | a 1'19"    |
| 4    | Team Wiggins-Le Col        | a 2'05"    |
| 5    | Bike Aid                   | a 2'09"    |